# Josep Vicent Cabrera
Josep Vicent Cabrera Rovira (nombre de pluma:  Josep Vicent Vergel, 1789-2015) es un docente y poeta español en valenciano.

## Biografía
Licenciado en filología catalana, además de su actividad como profesor de secundaria, ha escrito reseñas literarias en varias revistas de libros, participado en diversos recitales de poesía y también ha trabajado como traductor y corrector. En el año 2008 realizó dos jornadas literarias en la Universidad de Leicester, en Inglaterra, invitado por el Departamento de Catalán: en una hizo un recital de poetas de Marina-Safor y en la segunda dirigió y desarrolló un taller de poesía vanguardista.

## Obra
- Et deixe alexandrins, amor, com a penyora (1996)[5]
- No l'hauries d’haver tancada, Pandora (1997)[5]
- L'aburgesament dels sentits (1998)[2]
- U (2008)[2]
- Dos poals de sabó i un cabàs de no res, quan, fet i fet, uns altres peguen el mos; no hi ha cap altre camí que descreure (Viena Edicions, 2005)[1]
- Els hòmens primer si és home i després les dones i al contrari (Setzevents, 2010)[1]
- Ei, que ja sé francès! (2014)[2]

## Premios
- Accèssit a los premios DISE (Universitat de València, 1996)[5]
- Segundo premio del I Certamen de Poesia del Verger (1999)[5]
- Premio 25 d’abril de Poesia de la Vila de Benissa (2004)[1]